# Mark Manson
Mark Manson (født 9. marts 1984) er en amerikansk blogger, forfatter, og iværksætter. Hans blog er at finde på MarkManson.net, og han har udgivet to bøger, Kunsten at være f*cking ligeglad og Models: Attract Women Through Honesty. Han er desuden stifter af og CEO for Infinity Squared Media LLC.

## Baggrund
Mark Manson er fra Austin, Texas, i USA. Han flyttede til Boston, Massachusetts, for at studere og dimitterede fra Boston University i 2007.

## Karriere som blogger
På hans hjemmeside blogger han om alt fra kultur, dating og forhold til psykologi. Han har udtalt, at han giver “råd om personlig udvikling der ikke stinker”. I 2016 havde hans hjemmeside og blog ca. 2 millioner besøgende om måneden.
Mark Mansons artikler er blevet udgivet og citeret af blandt andet CNN, BBC News, Business Insider, Yahoo! Nyheder, Sydney Morning Herald, Time Magazine Vox, og The Huffington Post .

## Kritik
Manson har skabt en del kontrovers for sit grove sprog, hvilket han selv anderkender og afviser at skrue ned for. I en online-artikel opsummerer han sit svar til dem, der er imod hans grove sprogbrug med to ord: "Fuck jer."